# Călin Popescu-Tăriceanu
Călin Constantin Anton Popescu-Tăriceanu (wym. [kəˈlin konstanˈtin anˈton poˈpesku təriˈtʃe̯anu]; ur. 14 stycznia 1952 w Bukareszcie) – rumuński polityk i inżynier, w latach 2004–2008 premier Rumunii, w latach 2004–2009 przewodniczący Partii Narodowo-Liberalnej (PNL), od 2014 do 2019 przewodniczący Senatu.

## Życiorys
Z wykształcenia inżynier hydrotechniki (1976), kształcił się w Instytucie Budownictwa w Bukareszcie. W 1981 uzyskał magisterium na wydziale matematyki Uniwersytetu Bukareszteńskiego. Pracował jako inżynier (1976–1977) i wykładowca akademicki (1980–1991). W 1990 założył prywatną stację radiową Radio Contact, którą zarządzał do 1996.
W 1990 dołączył do nowo powstałej Partii Narodowo-Liberalnej, został sekretarzem wykonawczym tego ugrupowania. Od 1990 do 1992 po raz pierwszy zasiadał w Izbie Deputowanych. Powrócił do niej w 1996, sprawując mandat poselski przez cztery kolejne kadencje do 2012. Od 1996 do 1997 był ministrem przemysłu i handlu w rządzie Victora Ciorbei.
W 2004 objął przywództwo w PNL. Został jednym z liderów centroprawicowej koalicji Sojusz Prawdy i Sprawiedliwości. Po zwycięstwie Traiana Băsescu z sojuszniczej Partii Demokratycznej w wyborach prezydenckich Călin Popescu-Tăriceanu 29 grudnia 2004 objął urząd premiera. Sprawował go przez całą kadencję parlamentu do 22 grudnia 2008, popadając w międzyczasie w pogłębiający się konflikt z prezydentem.
W 2009 przegrał wybory na przewodniczącego Partii Narodowo-Liberalnej z Crinem Antonescu. W 2012 wszedł w skład Senatu. Był zwolennikiem ścisłej współpracy PNL z Partią Socjaldemokratyczną. Gdy liberałowie opuścili koalicję rządową, a ich przywódca w konsekwencji zrezygnował z kierowania Senatem, Călin Popescu-Tăriceanu w marcu 2014 został wybrany głosami lewicy na nowego przewodniczącego wyższej izby parlamentu. Opuścił następnie PNL, powołując ze swoimi zwolennikami w lipcu tego samego roku Partię Liberalno-Reformatorską.
W listopadzie 2014 wystartował w wyborach prezydenckich jako kandydat niezależny – w pierwszej turze otrzymał dostał 5,4% głosów, zajmując 3. miejsce. W czerwcu 2015 został współprzewodniczącym Sojuszu Liberałów i Demokratów stworzonego przez jego ugrupowanie i Partię Konserwatywną.
W wyborach w 2016 uzyskał mandat senatora na kolejną kadencję, po czym ponownie został przewodniczącym izby wyższej rumuńskiego parlamentu. We wrześniu 2019, gdy jego ugrupowanie opuściło koalicję rządową, ustąpił z funkcji przewodniczącego Senatu. W październiku 2020 doprowadził do podjęcia przez Sojusz Liberałów i Demokratów decyzji o przyłączeniu się do formacji PRO Rumunia Victora Ponty (mającej się przekształcić w ugrupowanie pod nazwą PRO România Social Liberal). W tymże miesiącu, jeszcze przed formalnym zakończeniem działalności przez ALDE, ustąpił z funkcji przewodniczącego sojuszu. Plany połączenia obu partii porzucono w styczniu 2021, a Călin Popescu-Tăriceanu powrócił do kierowania ALDE. W tym samym roku na funkcji przewodniczącego zastąpił go Daniel Olteanu.

## Życie prywatne
Călin Popescu-Tăriceanu czterokrotnie zawierał związek małżeński, trzy pierwsze zakończyły się rozwodem. Ma dwoje dzieci.